# Utrophin
Utrophin ist ein Protein, das unter anderem bei Mäusen, Menschen und anderen Primaten vorkommt und in Nervenfasern, motorischen Endplatten, der Skelettmuskulatur, der Gefäßmuskulatur und fetaler sowie sich regenerierender Muskulatur exprimiert wird. Wahrscheinlich spielt es eine Rolle bei der Verankerung der Zytoskeletts an der Plasmamembran. Es ist ein autosomales Homolog zu Dystrophin. Der Name leitet sich von ubiquitous dystrophin (dt. „ubiquitäres Dystrophin“) ab.
Beim Menschen befindet sich das für Utrophin kodierende UTRN-Gen auf Chromosom 6 Genlocus q24.2. Man geht davon aus, dass das UTRN-Gen und das DMD-Gen, das für Dystrophin kodiert, durch eine Genduplikation in der Urzeit entstand.

## Struktur
Utrophin hat eine molare Masse von 395 kDa und besteht aus 3433 Aminosäuren. Als Homolog zu Dystrophin stimmt es in seiner Aminosäuresequenz zu etwa 80 % mit diesem überein. Darüber hinaus gibt es weitere grundlegende Übereinstimmungen zwischen beiden Proteinen. Das beinhaltet einen Aktin-binden N-Terminus, einen dreimal gewundenen Coiled-Coil, und einen C-Terminus, der aus Protein-Protein-Interaktion-Domänen besteht, die mit Dystroglycan-Bereichen interagieren können.

## Klinischer Bezug
Es existiert ein gewisser klinischer Bezug zwischen Utrophin und der Muskeldystrophie Duchenne: In mdx-Mäusen, die einen Muskelschwund aufweisen und deshalb als Tiermodell für die Muskeldystrophie Duchenne dienen, ist die Expression von Utrophin hochreguliert. Eine solche Überexpression von Utrophin verbessert die Muskelfunktion von mdx-Mäusen, es dient quasi als Ersatz für das Dystrophin, das bei der Muskeldystrophie Duchenne nur mangelhaft vorliegt. Das würde auch erklären, warum die Muskeldystrophie Duchenne frühestens dann ausbricht, wenn die hohe perinatale Expression von Utrophin in der adulten Muskulatur auf niedrigere Werte sinkt. Über eine solche Hochregulation von Utrophin könnte auch versucht werden, die Muskeldystrophie Duchenne und die Becker-Muskeldystrophie zu therapieren, so dass Utrophin auch hier als Ersatz für das fehlende Dystrophin dient. Summit Therapeutics bietet eine solche Therapie bereits an, bei der durch die orale Medikamenteneinnahme versucht wird, die Utrophin-Expression zu erhöhen.
Umgekehrt ist allerdings keine Erkrankung bekannt, die durch eine genetisch bedingte Fehlfunktion von Utrophin hervorgerufen wird. Mäuse mit einem Utrn-Gen-Knockout zeigen nur schwache neuromuskuläre Defekte, so dass man vermutet, dass andere Moleküle wesentlich wichtiger für die Differenzierung der postsynaptischen Membran sind.
Daneben gibt es Hinweise darauf, dass UTRN als Tumorsuppressorgen wirkt.